# 5 Batalion Pancerny

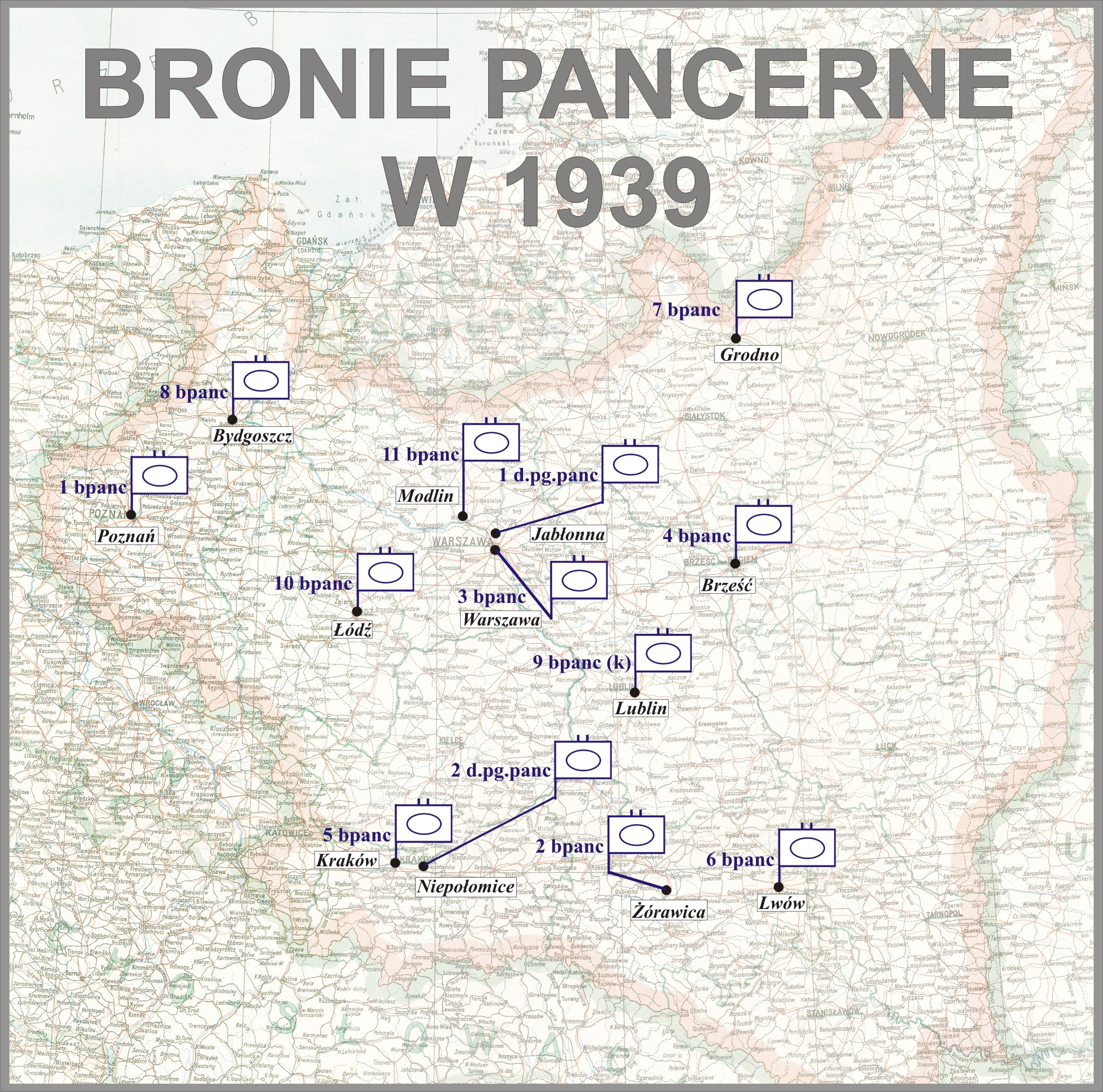
Bronie Pancerne Wojska Polskiego w 1939 przed wybuchem II wojny światowej

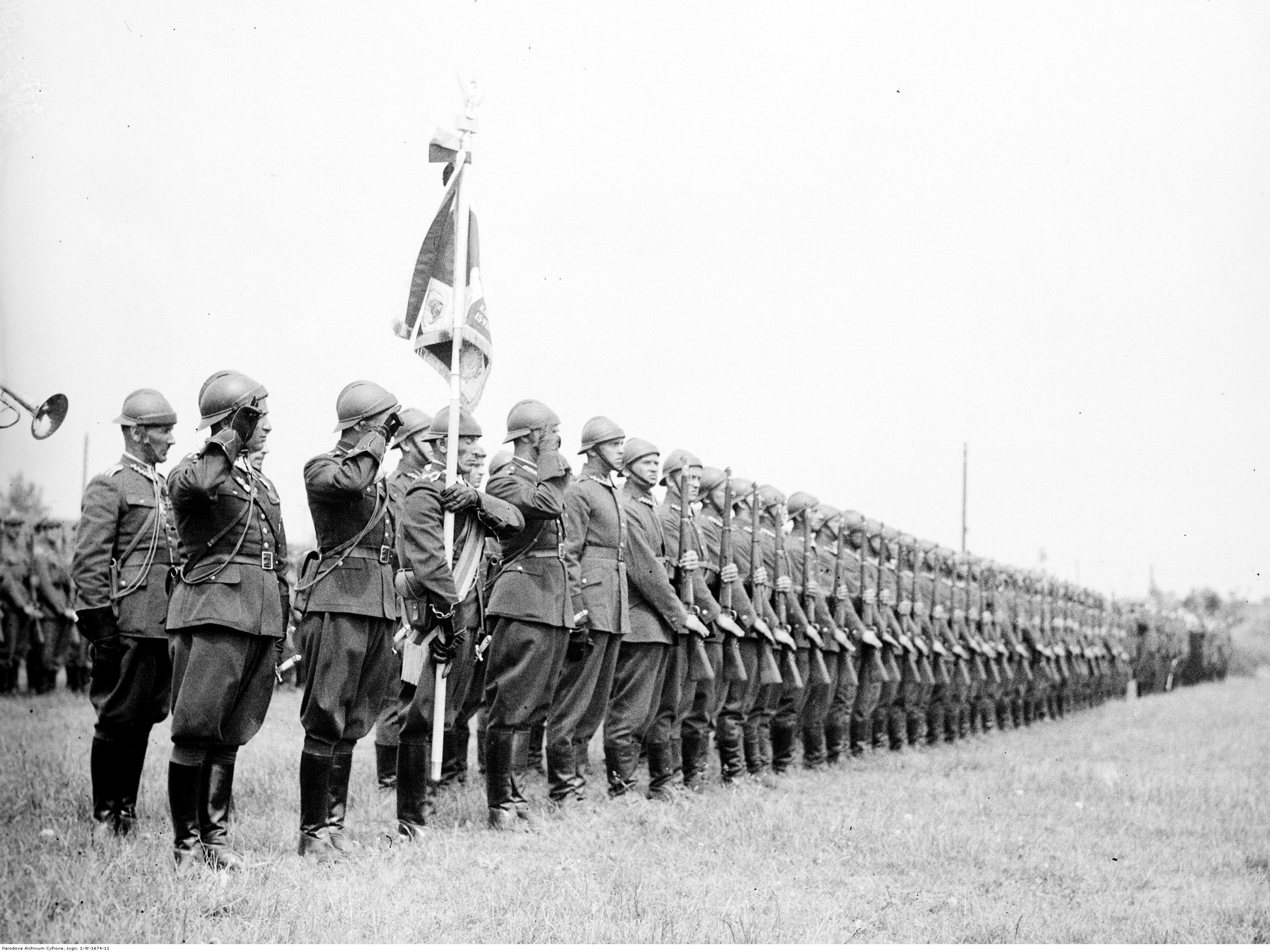
Święto broni pancernej w Krakowie – kompania honorowa i poczet sztandarowy 5 bpanc; czerwiec 1938.

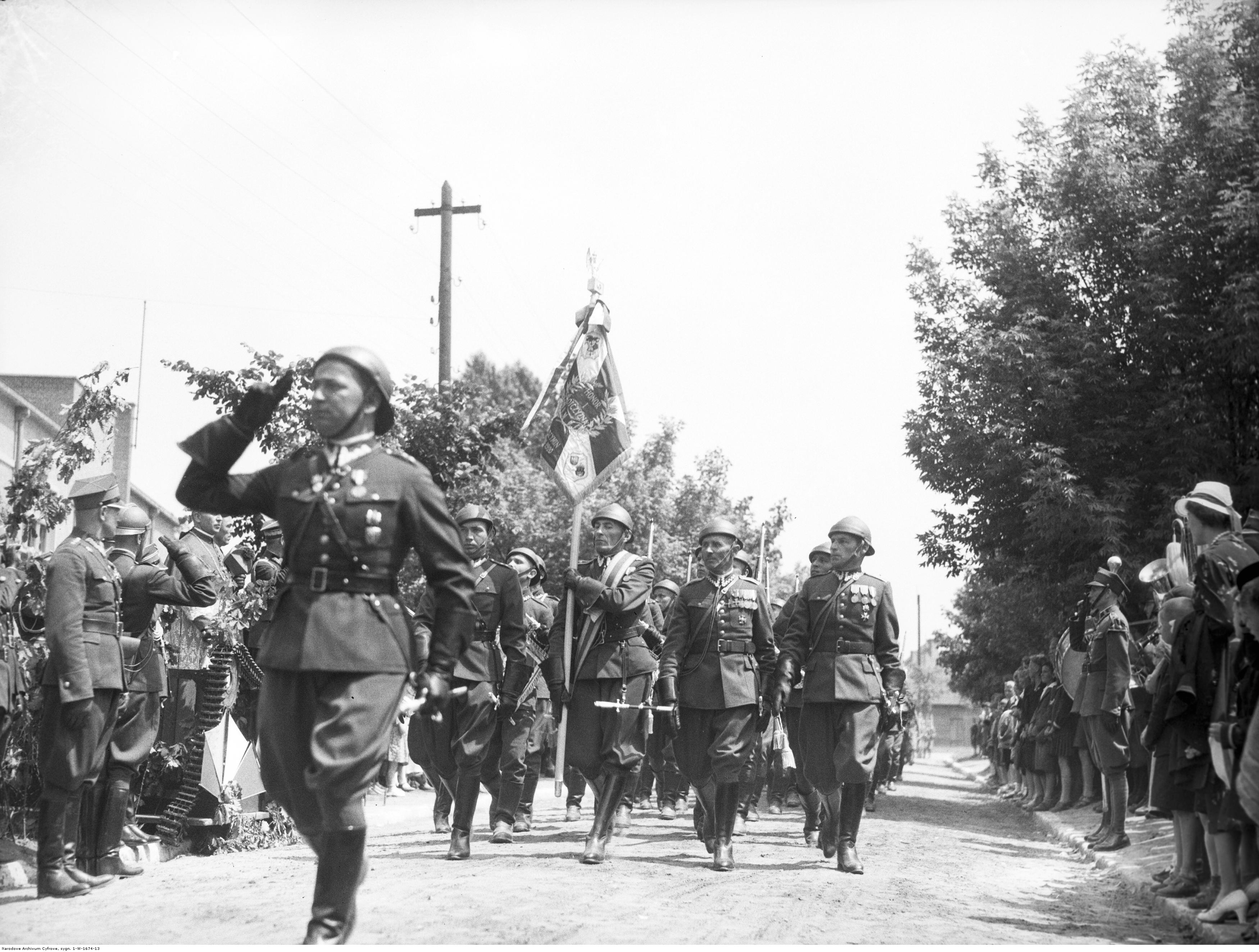
Święto broni pancernej w Krakowie – defiluje poczet sztandarowy 5 bpanc.

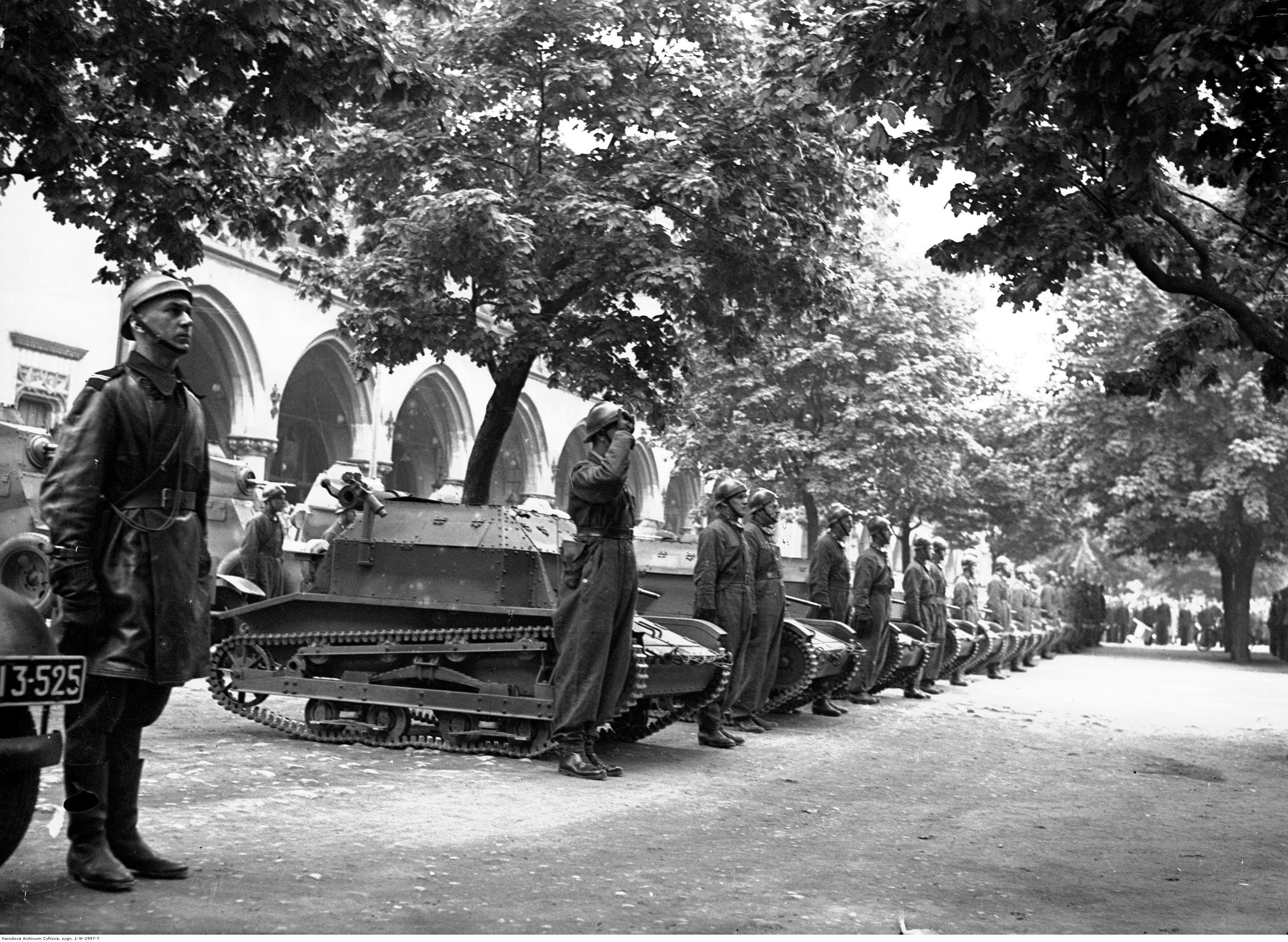
Tankietki TK-3 z 5 bpanc na Rynku Głównym w Krakowie; maj 1939.

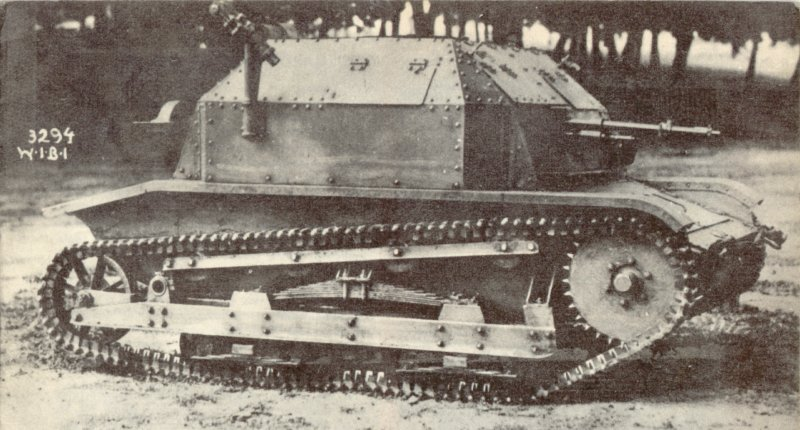
czołg TK-3

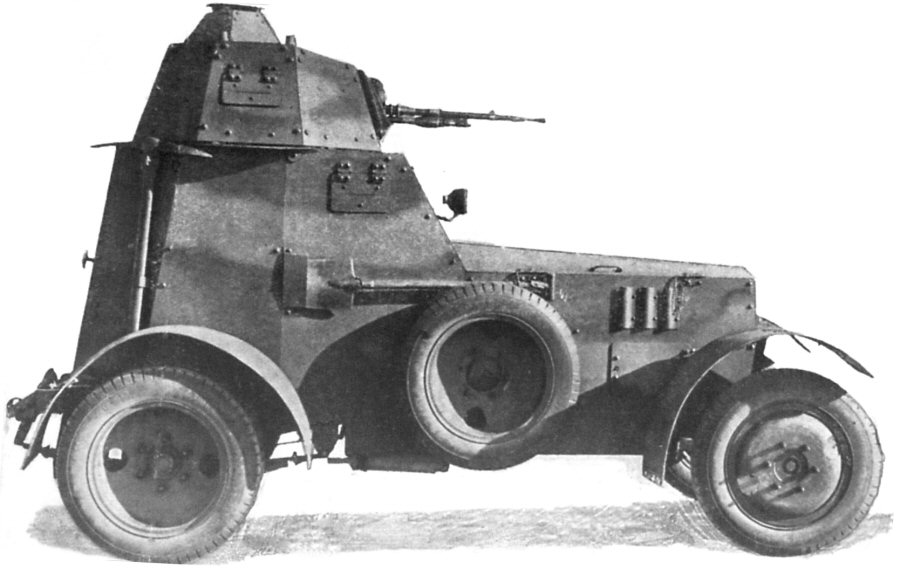
Samochód pancerny wz. 34

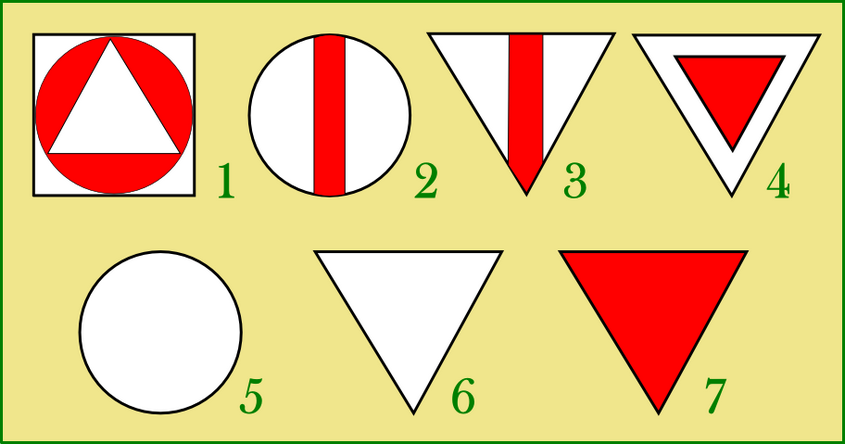
Znaki taktyczne malowane na czołgach lekkich i rozpoznawczych

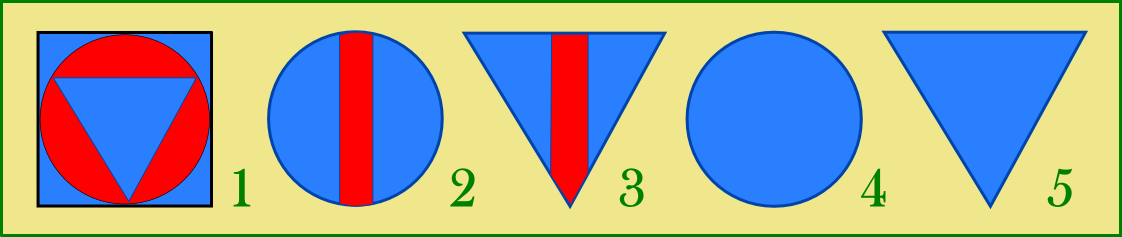
Znaki taktyczne malowane na pojazdach pancernych

5 batalion pancerny (5 bpanc) – oddział broni pancernych Wojska Polskiego w II Rzeczypospolitej.
Batalion był jednostką wojskową istniejącą w okresie pokoju i spełniająca zadania mobilizacyjne wobec oddziałów i pododdziałów broni pancernych. Spełniał również zadania organizacyjne i szkoleniowe. Stacjonował w Krakowie. W 1939, po zmobilizowaniu jednostek przewidzianych planem mobilizacyjnym, został rozwiązany.

## Formowanie i zmiany organizacyjne
Na podstawie rozkazu Biura Ogólno Organizacyjnego Ministerstwa Spraw Wojskowych L. dz. 4498/Tjn. z 17 grudnia 1933, w garnizonie Kraków, został sformowany 5 batalion czołgów i samochodów pancernych. Nowa jednostka powstała w wyniku połączenia 5 dywizjonu samochodowego stacjonującego w Krakowie z trzema pododdziałami wyłączonymi ze składu 2 pułku pancernego w Żurawicy (dwie kompanie czołgów i kompania szkolna).
Na podstawie rozkazu L.dz. 2244/Tj. Dowództwa Broni Pancernych z 26 lutego 1935 jednostka została przeformowana w 5 batalion pancerny. Batalion należał do typu I.
W 1939 w skład batalionu wchodziło dowództwo, trzy kompanie czołgów rozpoznawczych i szwadron samochodów pancernych. Na swoim wyposażeniu posiadał 46 czołgów TK, 9 wozów pancernych wz.34 oraz 254 inne pojazdy. Stacjonował w Krakowie

## Mobilizacja 1939
Dywizjon był jednostką mobilizującą. Zgodnie z planem mobilizacyjnym „W” zmobilizował pododdziały broni pancernych dla Armii „Kraków”:

w dniach 24-26 sierpnia 1939, w mobilizacji alarmowej, w grupie jednostek oznaczonych kolorem żółtym w Krakowie:
- 51 dywizjon pancerny, w czasie A+24,
- 51 samodzielna kompania czołgów rozpoznawczych, w czasie A+30,
- 52 samodzielna kompania czołgów rozpoznawczych, w czasie A+48,
- kolumna samochodów osobowych nr 51 - por. rez. Jan Scypio del Campo, w czasie A+54,
- kolumna samochodów ciężarowych typ I nr 551 (SPA) – por. rez. Roman Aprill, w czasie A+36,
- kolumna samochodów sanitarnych PCK typ I nr 501 (Fiat 621) – ppor. rez. Krzyszkowski, w czasie A+28,

w dniach 31 sierpnia - 6 września 1939, w I rzucie mobilizacji powszechnej zmobilizowano:
- kolumna samochodów sanitarnych PCK typ I nr 502 (Fiat 614), w czasie do 4 dnia mobilizacji,
- kolumna samochodów ciężarowych typ I nr 552 (Fiat 621) – por. rez. inż. Michał Ornatkiewicz, w czasie do 5 dnia mobilizacji,
- kolumna samochodów ciężarowych typ II nr 553 - ppor. rez. Jan Bieniek, w czasie do 7 dnia mobilizacji,
- kolumna samochodów ciężarowych typ II nr 554 (dla Odwodu NW), w czasie do 6 dnia mobilizacji,
- kolumna samochodów osobowych i sanitarnych w kraju nr 5 dla dowódcy OK V, do 5 dnia mobilizacji,
- kolumna samochodów ciężarowych w kraju nr 51 dla dowódcy OK V, do 7 dnia mobilizacji,
- park ruchomy broni pancernych nr 5 (dla Odwodu NW) – kpt. Stefan Lutomirski, do 6 dnia mobilizacji,
- czołówka reperacyjna nr 51, do 6 dnia mobilizacji.

w II rzucie mobilizacji powszechnej:
- park stały broni pancernej nr 51, w czasie X+4[5][6].

Dowódca batalionu ppłk Janusz Górecki po zmobilizowaniu w ramach mobilizacji alarmowej przewidzianych planem pododdziałów, zgodnie z przydziałem na wypadek mobilizacji, przeszedł na stanowisko dowódcy broni pancernych i szefa służby samochodowej Armii „Kraków”. Wykonywał on głównie funkcję szefa służby samochodowej i został podporządkowany w tym zakresie kwatermistrzowi armii płk. dypl. Franciszkowi Tomsy-Zapolskiemu. Po zmobilizowaniu pododdziałów w ramach mobilizacji alarmowej i I rzutu powszechnej pozostałości 5 batalionu pancernego jako Oddział Zbierania Nadwyżek 5 bpanc. zostały ewakuowane do Ośrodka Zapasowego Broni Pancernych nr 3 w Żurawicy i dalej dzieliły losy ośrodka.   

## Działania niebojowych jednostek zmobilizowanych i zaimprowizowanych przez 5 bpanc.

### Kolumny samochodowe
Kolumny samochodowe służyły do przewozu wojsk oraz środków walki, ewakuacji medycznej i materiałowej dla związków operacyjnych (armii, grup operacyjnych). Kolumny samochodów występowały na ogół w dwóch typach. Każda składała się z pocztu dowódcy, dwóch plutonów transportowych po 10 samochodów każdy (w zależności od rodzaju: ciężarowe, sanitarne i osobowe) oraz drużyny techniczno-gospodarczej. W każdej kolumnie służyło 2 oficerów, 13 podoficerów i 39 szeregowców. Na stanie było: 21 samochodów transportowych, samochód osobowy, warsztat ruchomy, cysterna i 2 motocykle.
Kolumny samochodów ciężarowych typu I pochodziły z zapasów mobilizacyjnych wojska, ich marki i typy były jednorodne, stan techniczny był bardzo dobry, nie przewidywano w nich warsztatu samochodowego. Kolumny typu II pochodziły z mobilizacji, ich samochody były różnych typów i marek oraz w różnym stanie technicznym i różnym stanie wyeksploatowania.
Kolumny samochodów sanitarnych posiadały etat 1 oficera, 64 szeregowych. wyposażone były w 24 samochody ciężarowe i samochód osobowy. Wśród samochodów ciężarowych było: 20 samochodów sanitarnych, 3 gospodarcze i cysterna. Kolumny samochodów sanitarnych typu I pochodziły z zasobów mobilizacyjnych wojska, były zasilane pojazdami z poboru mobilizacyjnego (autobusy, ciężarówki). Kolumny typu II pochodziły z kolumn sanitarnych PCK.

#### 553 kolumna samochodów ciężarowych
Zmobilizowana w dniach 25-29 sierpnia 1939 w Krakowie, kolumną dowodził ppor. rez. Jana Bieniek. Do 1 września stacjonowała w koszarach 5 batalionu pancernego, ze względu na bombardowania miasta przeniosła się 1 września rano za miasto do parku krakowskiego. 3 września skierowana rozkazem do Żurawicy do siedziby OZBP nr 3 prawdopodobnie przetransportowała mienie i część składu osobowego OZN 5 bpanc. Marsz do Żurawicy odbył się po trasie: Kraków, Bochnia, Tarnów, Rzeszów, Przeworsk. Marsz odbyła w chaosie panującym na drogach, zatorach i przy atakach niemieckiego lotnictwa. W trakcie marszu ciężko ranni zostali trzej żołnierze i utracono dwa samochody. 5 września kolumna osiągnęła Żurawicę. Po odtworzeniu zdolności marszowej i uzupełnieniu stanu osobowego i sprzętu, kolumna uczestniczyła w ewakuacji na  wschód zapasów DOK nr X znajdujących się w składnicach okręgowych. 14 września kolumna dotarła do Lwowa, stacjonowała na Placu strzeleckim, a następnie w Winnikach. Z uwagi na ciągłe bombardowanie miasta 17 września ppor. Bieniek otrzymał rozkaz odjechania z kolumną o 20 kilometrów od Winnik do Kurowic. Tego dnia wydzielono 10 samochodów do częściowej ewakuacji dowództwa OK nr VI ze Lwowa do Stanisławowa, reszta kolumny wycofała się do Stanisławowa. Na wieść o zbliżaniu się w kierunku Stanisławowa Armii Czerwonej, kolumna 19 września wycofała się w kierunku granicy węgierskiej do Jabłonkowa. 21 września dowódca kolumny na rozkaz przekroczył wraz z kolumną granicę węgierską. Pojazdy i uzbrojenie przekazano wojskowym władzom węgierskim, a żołnierze zostali internowani.

#### 501 kolumna samochodów sanitarnych PCK
Nie są znane działania i losy całej kolumny, jedynie jej jednego plutonu pod dowództwem ppor. rez. Gustawa Kittela. Pluton ten z 8 samochodami sanitarnymi został przydzielony 8 września do dyspozycji szefa służby zdrowia Grupy Operacyjnej „Jasło”. Od tego dnia na 7 samochodach umieszczony został 61 samodzielny zespół chirurgiczny, a całość została przydzielona do dyspozycji szefa służby zdrowia 11 Dywizji Piechoty. Od 10 września przewożony zespół chirurgiczny wraz z 7 samochodami prawdopodobnie zdezerterował z 11 DP. Przy GO „Jasło” pozostał dowódca plutonu z jednym samochodem sanitarnym i motocyklem.     

#### Pozaplanowe improwizowane kolumny samochodowe
Dodatkowo z Oddziału Zbierania Nadwyżek 5 batalionu pancernego, które przebywały w Żurawicy w składzie Ośrodka Zapasowego Broni Pancernych nr 3, ppłk Janusz Górecki sformował nieplanowane pododdziały. Były to zaimprowizowane z żołnierzy i sprzętu 5 batalionu pancernego, w dniach 6-7 września, dwie kolumny samochodów ciężarowych, które prawdopodobnie nosiły kolejne numery zmobilizowanych wcześniej kolumn samochodów ciężarowych nr 555 i 556. 8 września po załadowaniu ich zaopatrzeniem z magazynów w Rzeszowie, w postaci paliwa i żywności skierował je nad San w rejon Niska. Celem było zaopatrzenia wojsk Armii „Kraków” wycofujących się na linię Sanu. Dowódcami kolumn byli: mjr intendent Iwanowski z kwatermistrzostwa DOK nr V i kpt. Władysław Marcisz z Ośrodka Zapasowego Pociągów Pancernych nr 1 (dawniej 2 dywizjon pociągów pancernych).       
11 września ppłk Górecki ponownie przybył do Żurawicy i z personelu oraz sprzętu OZBP nr 3 sformował improwizowane kolejne dwie kolumny samochodów. Po ich sformowaniu, zostały załadowane amunicją, paliwem i żywnością i zostały skierowane do rejonu planowanego ześrodkowania Armii „Kraków” w rejonie Zamościa. Z uwagi na zmianę sytuacji operacyjnej kolumny te do armii nie dotarły. Z uwagi na odcięcie Armii „Kraków” od rejonu Żurawicy, ppłk Janusz Górecki dołączył do 10 Brygady Kawalerii i z nią przekroczył granicę Węgier 19 września 1939.      

### Parki i czołówki reperacyjne broni pancernych
Parki broni pancernych były rozwijane na szczeblu operacyjnym. Zajmowały się remontem sprzętu pancernego i silnikowego związków operacyjnych lub obszaru tyłowego administrowanego przez wojenne dowództwo Okręgu Korpusu. Zaopatrywały jednostki w sprzęt motorowy, części i zespoły zamienne oraz w narzędzia i wyposażenie pojazdów. Zajmowały się ewakuacją techniczną sprzętu wymagającego remontu, porzuconego przez wojska własne i zdobycznego oraz materiału technicznego. Skład osobowy parku: 16 oficerów i 327 szeregowych. Wyposażenie: samochód osobowy, 3 samochody ciężarowe, samochód-cysterna, przyczepka paliwowa, 2 ciągniki, 2 przyczepy, 2 motocykle. W uzasadnionych przypadkach park ze swego składu mógł wydzielić czołówkę reperacyjną i skierować do rejonu dużych strat lub zniszczeń. W składzie 1 oficer 24 szeregowych. Wyposażonych w samochód osobowy, do 2 samochodów ciężarowych, do 2 ciągników z przyczepkami ewakuacyjnymi oraz ruchomy warsztat remontowy. Czołówki winny remontować sprzęt na miejscu uszkodzenia, jeżeli zakres prac przekraczał możliwości remontowe czołówki  lub czas był za krótki do dyspozycji, wówczas uszkodzone pojazdy i sprzęt były ewakuowane do stacji kolejowych lub innych punktów zbiórki.        
Poza opisanymi powyżej jednostkami niebojowymi 5 batalionu pancernego, losów pozostałych nie opisano w dostępnej literaturze i ich los we wrześniu 1939 jest nieznany.    

## Żołnierze batalionu
Dowódcy batalionu:
- ppłk dypl. Stanisław Habowski (1934-1936 → dowódca 75 pp)
- mjr sap. Adam Jerzy Golcz (p.o. 1936)
- mjr / ppłk br. panc. Janusz Górecki[4] (1936-1939 → dowódca broni pancernych Armii „Kraków”)

Zastępcy dowódcy batalionu (od 1938 - I zastępcy):
- ppłk piech. Henryk Kazimierz Świetlicki (1 XI 1938 - 24 VIII 1939 → dowódca 51 dpanc)

Kwatermistrzowie (od 1938 II zastępcy dowódcy batalionu):
- mjr sap. Adam Jerzy Golcz (od 1 VI 1935[13])
- mjr inż. Tadeusz Florczak (1935-1939)

| Obsada personalna batalionu w marcu 1939       | Obsada personalna batalionu w marcu 1939 |
| Stanowisko etatowe                             | Stopień, imię i nazwisko                 |
| ---------------------------------------------- | ---------------------------------------- |
| dowódca batalionu                              | ppłk Janusz Górecki                      |
| I zastępca dowódcy                             | mjr piech. Henryk Kazimierz Świetlicki   |
| II zastępca dowódcy                            | mjr inż. Tadeusz Władysław Florczak      |
| adiutant                                       | kpt. Konstanty Józef Mróz                |
| lekarz medycyny                                | kpt. lek. Bolesław Gwizda                |
| w dyspozycji dowódcy                           | mjr kaw. Tadeusz Kuźmiński               |
| kwatermistrz                                   | kpt. Folda Jan                           |
| oficer mobilizacyjny                           | kpt. Stanisław Różycki                   |
| I zastępca oficera mobilizacyjnego             | vacat                                    |
| II zastępca oficera mobilizacyjnego            | kpt. Józef Weczera                       |
| oficer administracyjno-materiałowy             | kpt. Władysław Marciszewski              |
| zastępca oficera administracyjno-materiałowego | chor. Władysław Sierant                  |
| oficer gospodarczy                             | kpt. int. Bronisław Tomala               |
| dowódca kompanii gospodarczej                  | p.o. chor. Bronisław Janiszewski         |
| dowódca plutonu przewozowego OK V              | vacat                                    |
| dowódca plutonu łączności                      | por. Jan Piotr Wyczółkowski              |
| dowódca kompanii szkolnej                      | kpt. Edward Franciszek Stanisław Herbert |
| instruktor                                     | por. Aleksander Edmund Klerykowski       |
| instruktor                                     | por. Wojciech Znamirowski                |
| instruktor                                     | chor. Marian Perschke                    |
| instruktor                                     | chor. Karol Wiczkowski                   |
| dowódca 1 kompanii czołgów TK                  | kpt. Kazimierz Poletyłło                 |
| dowódca plutonu                                | por. Jerzy Stanisław Smoleński           |
| dowódca 2 kompanii czołgów TK                  | kpt. Paweł Cyprian Dubicki               |
| instruktor                                     | por. Marian Józef Rudnicki               |
| dowódca szwadronu pancernego                   | kpt. Jan Rustnowski                      |
| dowódca plutonu                                | por. Jerzy Maria Ostrowski               |
| dowódca plutonu                                | por. Roman Proszek                       |
| dowódca kompanii motorowej                     | por. Jerzy Kołokowski                    |
| instruktor                                     | por. Ludomir Stefan Śląski               |
| instruktor                                     | por. Leopold Schreiner                   |
| dowódca kolumny samochodowej                   | por. Antoni Czerniakowski                |
| komendant parku                                | kpt. Stanisław Skóra                     |
| kierownik warsztatów                           | por. Ireneusz Eugeniusz Kuczyński        |
| kierownik składnicy                            | chor. Kazimierz Bleider                  |
| w sanatorium                                   | mjr Tadeusz Sączewski                    |
| na kursie                                      | kpt. Leon II Dębski                      |
| na kursie                                      | por. piech. Kazimierz Władysław Wenda    |
| na kursie                                      | por. piech. Władysław Marian Rappe       |

### Żołnierze 5 batalionu pancernego – ofiary zbrodni katyńskiej
Biogramy zamordowanych znajdują się na stronie internetowej Muzeum Katyńskiego
| Nazwisko i imię          | stopień              | zawód             | miejsce pracy przed mobilizacją         | zamordowany |
| ------------------------ | -------------------- | ----------------- | --------------------------------------- | ----------- |
| Florczak Tadeusz         | major                | żołnierz zawodowy | II zastępca (kwatermistrz)              | Katyń       |
| Mróz Konstanty           | kapitan              | żołnierz zawodowy | adiutant batalionu                      | Katyń       |
| Sołtykiewicz Włodzimierz | podporucznik rezerwy |                   |                                         | Katyń       |
| Szenkler Walter          | podporucznik rezerwy | inżynier metalurg | Huta „Stalowa Wola”                     | Katyń       |
| Dyba Roman               | podporucznik rezerwy |                   | właściciel przedsiębiorstwa w Cieszynie | Katyń       |
| Znamirowski Wojciech     | porucznik            | żołnierz zawodowy | instruktor kompanii szkolnej            | Charków     |
| Lutomirski Tadeusz       | kapitan              |                   | ?                                       | ULK         |

## Symbole batalionu
Sztandar

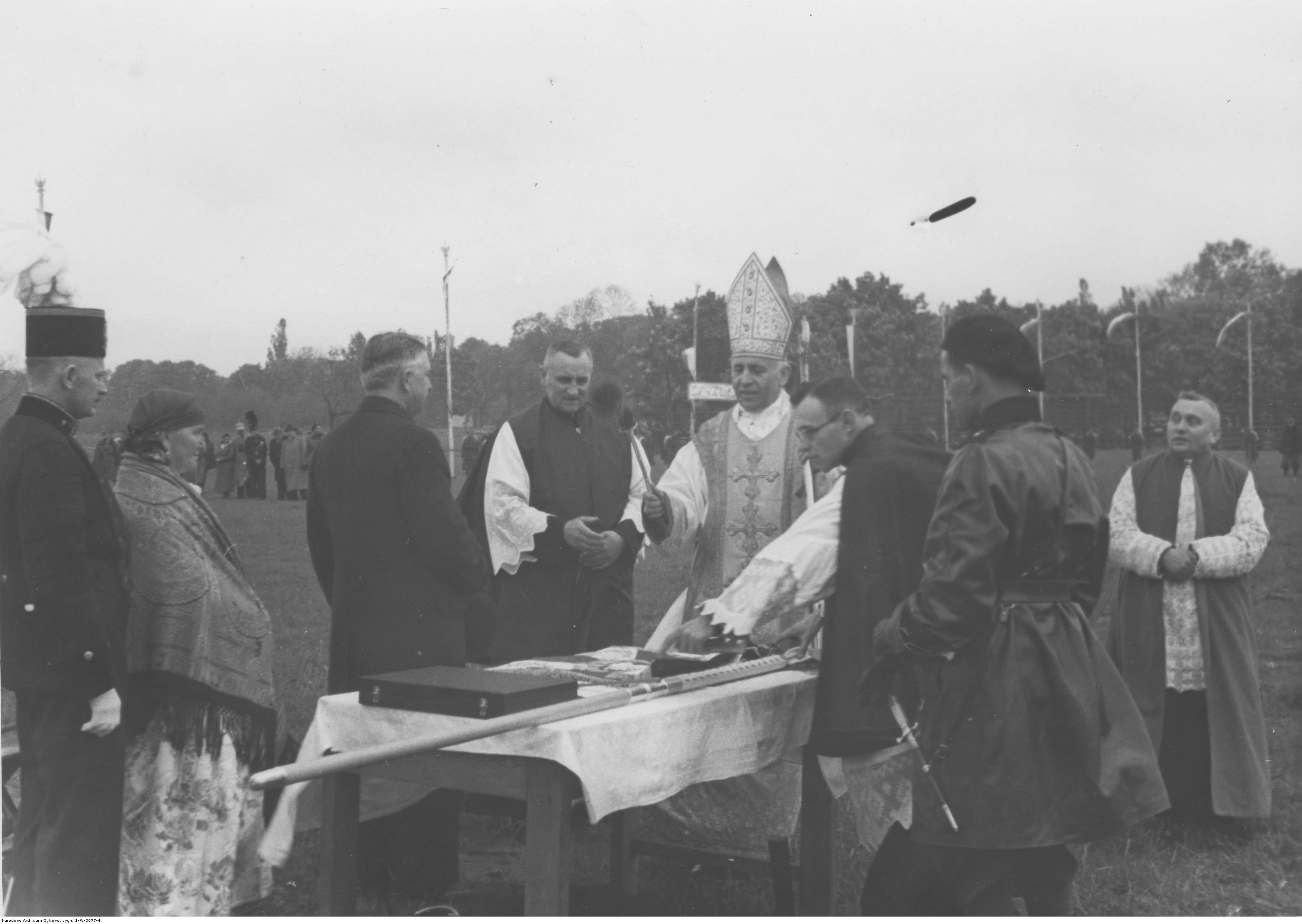
Wręczenie sztandarów jednostkom artylerii i broni pancernej w Warszawie - biskup polowy Józef Gawlina święci sztandar; maj 1938

Zarządzeniem Prezydenta Rzeczypospolitej Polskiej z 25 marca 1938 nadano batalionowi sztandar. Jak wszystkie sztandary broni pancernych, posiadał on ujednoliconą prawą stronę płatu. Zamiast numeru oddziału, na białych tarczach między ramionami krzyża kawaleryjskiego występował Znak Pancerny. Znak ten był umieszczony również na przedniej ściance podstawy orła.
Na lewej stronie płatu sztandaru umieszczono:
- w prawym górnym rogu — wizerunek Matki Boskiej Piekarskiej
- w lewym górnym rogu — wizerunek św. Michała
- w prawym dolnym rogu — godła Śląska i Krakowa
- w lewym dolnym rogu — odznaka honorowa 5 batalionu pancernego

Na dolnym ramieniu krzyża kawalerskiego - napis: „Radzymin l5.VIII. 1920".
Uroczyste wręczenie sztandaru odbyło się 26 maja 1938 na Polu Mokotowskim w Warszawie. Sztandar wręczył reprezentujący Prezydenta RP i Naczelnego Wodza — minister Spraw Wojskowych gen. dyw. Tadeusz Kasprzycki.
We wrześniu 1939 sztandar ewakuowano do Ośrodka Zapasowego w Żurawicy, potem przewieziono go do Podkamienia za Lwowem. Stamtąd dotarł wraz z kolumną ewakuacyjną nad granicę węgierską w rejonie Jabłonicy. 18 września około 14:00 spalono sztandar.
Odznaka pamiątkowa
4 marca 1938 minister spraw wojskowych rozkazem G.M. 3013 Repr. zatwierdził wzór i regulamin odznaki pamiątkowej 5 bpanc. Była to srebrna, ośmioramienna promienista gwiazda z nałożonym na środku czarnym, emaliowanym medalionem z pomarańczową obwódką. W centrum medalionu umieszczony jest srebrny husarski szyszak.
Brak jest danych o autorze projektu odznaki. Odznaki wykonywane były w wersjach: oficerskiej – emaliowanej, podoficerskiej – malowanej farbą i żołnierskiej – srebrzonej, bez emalii.